# Antonio Pinto
Pour les articles homonymes, voir Antonio Pinto (homonymie) et Pinto.
Antonio Pinto est un compositeur brésilien de musique de film né en 1967 à Rio de Janeiro. C'est le fils du dessinateur Ziraldo et le frère de la réalisatrice Daniela Thomas.

## Biographie
Il compose à ses débuts les films de son compatriote Walter Salles avant de composer pour le film à succès La Cité de Dieu, grand succès discographique également. Grâce à ce succès, il se voit confier la musique du film d'Andrew Niccol, Lord of War. Il est aussi le compositeur de la bande son du film Les Âmes Vagabondes (The Host).

## Filmographie

### Cinéma
- 1995 : Menino Maluquinho: O Filme de Helvecio Ratton
- 1997 : Central do Brasil de Walter Salles
- 1998 : Menino Maluquinho 2: A Aventura de Fernando Meirelles et Fabrizia Pinto
- 1998 : Le Premier Jour ou Minuit (O Primeiro Dia ou Meia notte) de Walter Salles et Daniela Thomas
- 2001 : Avril brisé (Abril Despedaçado) de Walter Salles
- 2002 : La Cité de Dieu (Cidade de Deus) de Fernando Meirelles et Kátia Lund
- 2004 : Collatéral (Collateral) de Michael Mann - musique additionnelle
- 2004 : Nina de Heitor Dhalia
- 2004 : Investigations (Crónicas) de Sebastián Cordero
- 2005 : Lord of War d'Andrew Niccol
- 2006 : Une star dans ma vie (10 Items or Less) de Brad Silberling
- 2007 : Dangereuse Séduction (Perfect Stranger) de James Foley
- 2007 : La Cité des hommes (Cidade dos Homens) de Paulo Morelli
- 2007 : L'Amour aux temps du choléra (Love in the Time of Cholera) de Mike Newell
- 2009 : À Deriva de Heitor Dhalia
- 2009 : The Vintner's Luck de Niki Caro
- 2009 : Lula, le fils du Brésil (Lula, o Filho do Brasil) de  Fábio Barreto et Marcelo Santiago
- 2010 : VIPs de Toniko Melo
- 2010 : Senna d'Asif Kapadia
- 2012 : Kill the Gringo (Get the Gringo) d'Adrian Grunberg
- 2013 : Infiltré (Snitch) de Ric Roman Waugh
- 2013 : Les Âmes vagabondes (The Host) d'Andrew Niccol
- 2014 : Favelas (Trash) de Stephen Daldry et Christian Duurvoort
- 2015 : McFarland de Niki Caro
- 2015 : Amy d'Asif Kapadia
- 2015 : Renaissances (Self/less) de Tarsem Singh
- 2015 : Operações Especiais de Tomas Portella
- 2016 : Custody de James Lapine
- 2016 : Pequeno Segredo de David Schurmann
- 2017 : L'Exécuteur (Shot Caller) de Ric Roman Waugh
- 2020 : Good Joe Bell de Reinaldo Marcus Green

### Courts métrages
- 1996 : Socorro Nobre de Walter Salles
- 1997 : Lápide de Paulo Morelli
- 2000 : Conceição de Heitor Dhalia et Renato Ciasca
- 2001 : Palíndromo de Philippe Barcinski
- 2003 : A Janela Aberta de Philippe Barcinski
- 2012 : The Odyssey d'Asif Kapadia
- 2012 : DES. d'Igor Bonatto